# Pancielejki
Pancielejki (biał. Панцялейкі; ros. Пантелейки) – wieś na Białorusi, w obwodzie witebskim, w rejonie brasławskim, w sielsowiecie Słobódka.
Inna nazwa wsi to Pantelejki.

## Historia
W czasach zaborów w gminie Brasław, w powiecie nowoaleksandrowskim, w guberni wileńskiej Imperium Rosyjskiego.
W dwudziestoleciu międzywojennym wieś leżała w Polsce, w województwie nowogródzkim (od 1926 w województwie wileńskim), w powiecie brasławskim, w gminie Brasław.
Według Powszechnego Spisu Ludności z 1921 roku zamieszkiwało wieś 81 osób, 30 było wyznania rzymskokatolickiego a 51 prawosławnego. Jednocześnie 7 mieszkańców zadeklarowało polską przynależność narodową a 74 białoruską. Było tu 16 budynków mieszkalnych. W 1931 w 16 domach zamieszkiwały 102 osoby.
Miejscowość należała do parafii rzymskokatolickiej i prawosławnej w Brasławiu. Podlegała pod Sąd Grodzki w Brasławiu i Okręgowy w Wilnie; właściwy urząd pocztowy mieścił się w Brasławiu.